# Francisco Giménez de Córdoba y Arce
Francisco Giménez de Córdoba y Arce (Villarrobledo, província d'Albacete, 1895, † Villarrobledo, 4 de gener de 1937), advocat, terratinent, alcalde de Villarrobledo i president de la Diputació Provincial d'Albacete durant la II República Espanyola.

## Biografia
Fill de Caridad Arce i Francisco Giménez de Córdoba y de la Mota; el seu germà Fernando va ser el fundador de la Unió Agrària Provincial, integrada en la CEDA.
Exercí com a advocat i durant els anys 1930 i 1931 mitjançant designació reial va ser nomenat alcalde de Villarrobledo, ajuntament del qual era regidor per la seva condició de major contribuent.
El gener de 1934, sent regidor passa a formar part de la nova corporació provincial, i fou elegit president en sessió celebrada el 2 de febrer.

## Guerra Civil
El cop d'estat del 18 de juliol de 1936 que va donar origen a la Guerra Civil espanyola fou encapçalat a Villarrobledo pel metge falangista Jesús Ortiz i per Francisco Giménez, qui va tornar d'Albacete el 19 de juliol a la nit amb l'ordre de declarar l'estat de guerra. El 19 de juliol ocuparen l'ajuntament i el 24 de juliol els guàrdies civils es dirigiren a la capital provincial per defensar-la. Però els civils revoltats van haver d'enfrontar-se a les forces lleials a la República que comptaven amb dos avions que van llançar algunes bombes. El nou alcalde va intentar pactar però va ser assassinat i el defensors es van dispersar. Villarrobledo va caure el dia 25. Lluità a Villarrobledo i juntament amb el seu germà Miguel, i va morir afusellat el 4 de gener de 1937 a la seva vila.